# 花咲一男
花咲 一男（はなさき かずお、1916年12月26日 - 2010年7月7日）は、日本の近世文化風俗研究家。本名は花崎 清太郎。
東京都日本橋区の薪炭屋に生まれる。1931年、京華商業学校を中退し、東京株式取引所に入社。1946年から古本屋を開業。これ以降、川柳・雑俳の校訂・研究から始まり、近世庶民文化について数多くの著作を著した。

## 著書
- 江戸の飴売り 近代風俗研究会 1960
- 江戸岡場所図絵 雑俳川柳 朝倉無声共編 近世風俗研究会 1964
- 江戸広告文学 続 近世風俗研究会 1964
- 川柳江戸名物図絵 近世風俗研究会 1965－66 のち三樹書房
- 江戸の湯う屋 近世風俗研究会 1970
- 江戸の魚つり 雑俳・川柳 近世風俗研究会 1971
- 江戸の出合茶屋 近世風俗研究会 1972 のち三樹書房
- 江戸吉原図絵 三樹書房 1976
- 図絵江戸おんな百姿 三樹書房 1976
- 図絵江戸行商百姿 三樹書房 1977
- 江戸入浴百姿 三樹書房 1978
- 諸国遊里図絵 佐藤要人共編 三樹書房 1978
- 江戸魚釣り百姿 三樹書房 1978
- 江戸の人魚たち 太平書屋 1978
- 江戸かわや図絵 太平書屋 1978
- 続江戸吉原図絵 三樹書房 1979
- 江戸のかげま茶屋 三樹書房 1980
- 風流てばこのそこ 太平書屋 1980
- 江戸あらかると 三樹書房 1986
- 図説よたか風俗考 太平書屋 1986
- 江戸の商標 岩崎美術社 1987
- 川柳江戸の鬼たち 太平書屋 1987
- 人面疔伝奇 太平書屋 1988
- 川柳春画志 青木迷朗共編 太平書屋 1989
- 川柳うなぎの蒲焼 太平書屋 1991
- 江戸岡場所遊女百姿 三樹書房 1992
- 「入浴」はだかの風俗史 浮世絵で見るお風呂の歴史と文化　講談社 1993
- 川柳江戸吉原図絵 三樹書房 1993
- 川柳江戸歳時記 岩波書店 1997
- 江戸厠百姿 三樹書房 2000
- 大江戸ものしり図鑑 主婦と生活社 2000
- 江戸の乞食芸人 太平書屋 2005
- 大蛸に食われた女たち―江戸雑談 三樹書房 2007

## 校訂・解説
- 心中恋のかたまり 校訂 有光書房 1965
- 未ほんこく・寛政黄表紙・五種 近世風俗研究会 1965
- 江戸岡場所図絵 雑俳川柳 拾遺 朝倉無声共編 近世風俗研究会 1970
- 諸国買物調方記 江戸十組問屋便覧・東京買物独案内 渡辺書店 1972
- 江戸買物独案内 中川芳山堂 渡辺書店 1972
- 再板増補江戸惣鹿子名所大全 奥村玉華子 渡辺書店 1973
- 江戸職人づくし集 渡辺書店 1973
- 東遊 浅草庵市人・葛飾北斎 近世風俗研究会 1974
- 春情心の多気 女好庵主人 太平書屋 1981
- 疱瘡絵本集 太平書屋 1981
- 栄花遊二代男 八文字屋自笑 太平書屋 1982
- 川柳四目屋攷 母袋未知庵 太平書屋 1983
- 洒落のデザイン 山東京伝画『手拭合』 岩崎美術社 1986
- 柳沢信鴻日記覚え書 三樹書房 1991
- 江戸明治流行細見記 太平書屋 1994
- 咲くやこの花 太平書屋 1999